# Rheum maculatum
Rheum maculatum là một loài thực vật có hoa trong họ Rau răm. Loài này được C.Y. Cheng & T.C. Kao miêu tả khoa học đầu tiên năm 1975.